# Tante Pose
Tante Pose är en norsk komedifilm från 1940. Den bygger på en berättelse av Gabriel Scott, och är regisserad av Leif Sinding.
Filmen utspelar sig under sorenskriver Bals (Einar Vaage) julfirande. När hans gamla syster (Henny Skjønberg) kommer för att fira med familjen blir det stort ståhej. Den gamla ungmön gör livet surt för både den ena och den andra i familjen. Förvecklingarna avlöser varandra, och det hela klaras inte upp förrän julkvällen är över.
Filmen hade premiär den 27 augusti 1940, och har sedan dess gått flera gånger på norsk tv i juletid. Den sändes första gången i tv julen 1970.

## Roller
- Henny Skjønberg – Blanca Bals, kallad Tante Pose
- Einar Vaage – sorenskriver Nicolai Bals
- Miriam Neels-Hansson – Rakel Bals, sorenskriverens fru
- Thora Neels-Hansson – Antoinette Bals, dotter
- Eva Lunde – Ruth Bals, dotter
- Ellen Nicola – Kirsten Bals, dotter
- S. Stenfeldt Foss – Vesle-Thor Bals, son
- Beth Birkedal – Sigrid Bals, dotter
- Hans Bille – Oberst Hans Thue, Rakels far
- Ragna Breda – Marianne, hushållerska
- Lizzie Prahl – Mademoiselle de Polignac, barnens guvernant
- Georg Richter – Fredrik Münster, stud. jur.
- Knut Wigert – Paul Waage, stud. med.
- Joachim Holst-Jensen – advokat Plum
- Tryggve Larssen – doktorn
- Thorleif Mikkelsen – Ola husmann
- Folkmann Schaanning – prosten
- Liv Uchermann Selmer – prostinnan
- Lars Nordrum – Olaf, prostens son

Musiken, däribland titelsången "Tante Pose", är komponerad av Jolly Kramer-Johansen.